# Sybra poeciloptera
Sybra poeciloptera là một loài bọ cánh cứng trong họ Cerambycidae.